# Arquebisbat d'Antequera
L'arquebisbat d'Antequera — Arquidiócesis de Antequera (castellà), Archidioecesis Antequerensis (llatí) — és una diòcesi metropolitana de l'Església catòlica a Mèxic que pertany a la regió eclesiàstica Pacífico-Sur. Al 2012 tenia 1.246.000 batejats sobre una població de 1.489.000 habitants. Actualment està regida per l'arquebisbe José Luis Chávez Botello.

## Geografia
L'arxidiòcesi comprèn 326 municipis de l'estat mexicà d'Oaxaca.

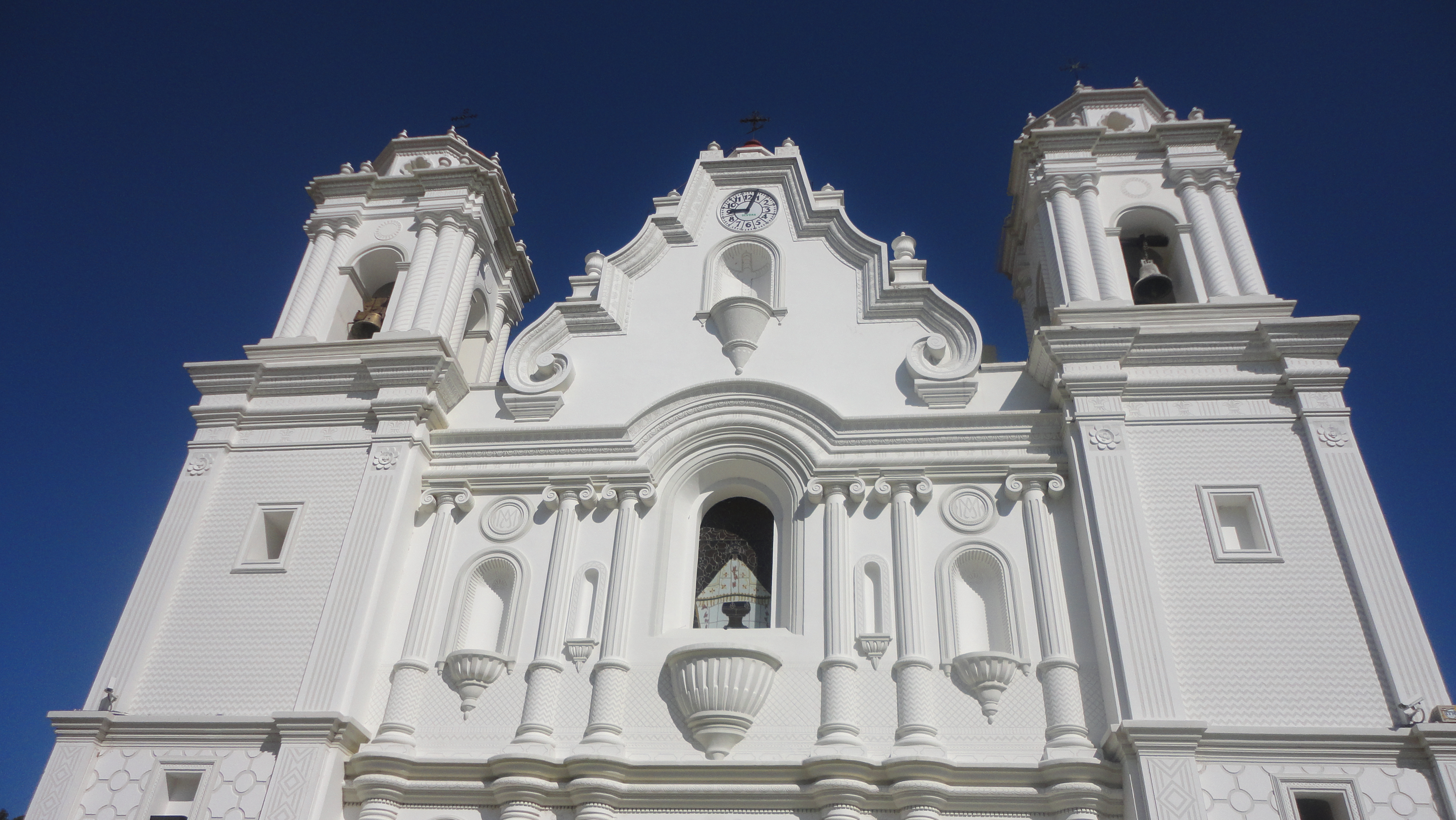
El santuari de Nuestra Señora de Juquila.

La seu arxiepiscopal és la ciutat d'Oaxaca de Juárez (fins al 1821 anomenada "Antequera"), on es troba la catedral de l'Assumpció de Maria Verge.
El territori s'estén sobre 33.648 km², i està dividit en 122 parròquies.
La província eclesiàstica, instituïda el 1891, comprèn les següents circumscripcions eclesiàstiques:
- la prelatura territorial d'Huautla
- la prelatura territorial de Mixes
- el bisbat de Puerto Escondido
- el bisbat de Tehuantepec
- el bisbat de Tuxtepec

## Història
La bisbat d'Antequera va erigir-se el 21 de juny de 1535, amb territori pres del bisbat de Tlaxcala (avui arquebisbat de Puebla de los Ángeles). Originàriament era sufragània del'arquebisbat de Sevilla.
El 19 de març de 1539 cedí una porció del seu territori a benefici de l'erecció del bisbat de Chiapas (avui bisbat de San Cristóbal de Las Casas).
El 12 de febrer de 1546 esdevingué sufragània de l'arquebisbat de Mèxic.
El 19 de març de 1863 cedí una nova porció del seu territori a benefici de l'erecció del bisbat de Veracruz-Jalapa (avui arquebisbat de Jalapa).
El 23 de juny de 1891 cedí una nova porció del seu territori a benefici de l'erecció del bisbat de Tehuantepec i contextualment va ser elevada al rang d'arxidiòcesi metropolitana.
El 25 d'abril de 1902, el 13 de gener de 1962, el 8 d'octubre de 1972 i el 8 de novembre de 2003 cedí més porcions de terra per al benefici de la creació de, respectivament, del bisbat de Mixtecas (avuibisbat de Huajuapan de León), del bisbat de Tehuacán, de la prelatura territorial d'Huautla i del bisbat de Puerto Escondido.

## Episcopologi
- Juan Lopez de Zárate † (21 de juny de 1535 - 10 de setembre de 1555 mort)
  - Sede vacante (1555-1561)
- Bernardo de Albuquerque, O.P. † (27 de juny de 1561 - 23 de juliol de 1579 mort)
  - Sedevacante (1579-1583)
- Bartolomé de Ledesma, O.P. † (3 de juny de 1583 - 16 de febrer de 1604 mort)
- Baltazar de Cobarrubias y Múñoz, O.S.A. † (6 de juny de 1605 - 4 de febrer de 1608 nomenat bisbe de Michoacán)
- Juan de Cervantes † (28 de maig de 1608 - 13 de setembre de 1614 mort)
  - Sede vacante (1614-1617)
- Juan Bartolomé de Bohórquez e Hinojosa, O.P. † (13 de novembre de 1617 - de setembre de 1633 mort)
  - Sede vacante (1633-1636)
- Leonel de Cervantes y Caravajal † (18 de febrer de 1636 - 1637 mort)
- Bartolomé de Benavente y Benavides † (27 de juny de 1639 - 26 de juliol de 1652 mort)
  - Sede vacante (1652-1655)
- Francisco Diego Díaz de Quintanilla y de Hevía y Valdés, O.S.B. † (14 de maig de 1655 - 6 de desembre de 1656 mort)
- Juan Alonso de Cuevas y Dávalos † (19 de gener de 1658 - 28 d'abril de 1664 nomenat arquebisbe de Mèxic)
- Tomás de Monterroso, O.P. † (23 de juny de 1664 - 26 de gener de 1678 mort)
- Nicolás Ortiz del Puerto y Colmenares Salgado † (3 d'octubre de 1678 - 13 d'agost de 1681 mort)
- Isidoro Sariñana y Medina Cuenca † (27 de setembre de 1683 - 10 de novembre de 1696 mort)
- Manuel Plácido de Quirós de Porras, O.S.B. † (7 d'abril de 1698 - 9 de març de 1699 mort)
- Ángel de Maldonado, O.Cist. † (21 de juny de 1700 - 17 d'abril de 1728 mort)
- Francisco de Santiago y Calderón, O. de M. † (6 de juliol de 1729 - 13 d'octubre de 1736 mort)
- Tomás Montaño y Aarón † (3 de març de 1738 - 24 d'octubre de 1742 mort)
- Diego Felipe Gómez de Angulo † (28 de setembre de 1744 - 28 de juliol de 1752 mort)
- Buenaventura Blanco y Elguero (Helguero) † (26 de setembre de 1753 - 12 de maig de 1764 mort)
- Miguel Anselmo Álvarez de Abreu y Valdéz † (22 d'abril de 1765 - 17 de juliol de 1774 mort)
- José Gregorio Alonso de Ortigosa † (29 de maig de 1775 - 21 de setembre de 1792 renuncià)
- Gregorio José de Omaña y Sotomayor † (24 de setembre de 1792 - 11 d'octubre de 1797 mort)
  - Sedevacante (1797-1801)
- Antoni Bergosa i Jordà † (23 de febrer de 1801 - 15 de novembre de 1817 nomenat arquebisbe de Tarragona)
- Manuel Isidoro Pérez Sánchez † (4 de juny de 1819 - 27 de desembre de 1837 renuncià)
- José Epigmenio Villanueva y Gomez de Eguiarreta † (23 de desembre de 1839 - 13 de maig de 1840 mort)
- Angel Mariano de Morales y Jasso † (1 de març de 1841 - 27 de març de 1843 mort)
- Antonio Mantecón y Ibáñez † (25 de gener de 1844 - 11 de febrer de 1852 mort)
- José Agustín Domínguez y Díaz † (7 d'abril de 1854 - 25 de juliol de 1859 mort)
- José María Covarrubias y Mejía † (22 de juliol de 1861 - 5 de desembre de 1867 mort)
- Vicente Fermín Márquez y Carrizosa † (22 de juny de 1868 - 1 de gener de 1887 mort)
- Eulogio Gregorio Clemente Gillow y Zavalza † (23 de maig de 1887 - 19 de maig de 1922 mort)
- José Othón Núñez y Zárate † (19 de maig de 1922 - 5 de març de 1941 mort)
- Fortino Gómez León † (21 de novembre de 1942 - 25 de juliol de 1967 jubilat)
- Ernesto Corripio y Ahumada † (25 de juliol de 1967 - 11 de març de 1976 nomenat arquebisbe de Puebla de los Ángeles)
- Bartolomé Carrasco Briseño † (11 de juny de 1976 - 4 d'octubre de 1993 jubilat)
- Héctor González Martínez (4 d'octubre de 1993 - 11 de febrer de 2003 nomenat arquebisbe de Durango)
- José Luis Chávez Botello, des del8 de novembre de 2003

## Demografia
A finals del 2012, la diòcesi tenia 1.246.000 batejats sobre una població de 1.489.000 persones, equivalent al 83,7% del total.
| any  | població  | població  | població | sacerdots | sacerdots       | sacerdots       | sacerdots             | diaques | religiosos | religiosos | parròquies |
| ---- | --------- | --------- | -------- | --------- | --------------- | --------------- | --------------------- | ------- | ---------- | ---------- | ---------- |
| any  | batejats  | total     | %        | total     | clergat secular | clergat regular | batejats per sacerdot | diaques | homes      | dones      |            |
| 1950 | 890.000   | 900.000   | 98,9     | 136       | 125             | 11              | 6.544                 |         | 15         | 120        | 133        |
| 1959 | 976.000   | 991.440   | 98,4     | 168       | 156             | 12              | 5.809                 |         | 12         | 139        | 133        |
| 1966 | 1.210.000 | 1.230.000 | 98,4     | 158       | 141             | 17              | 7.658                 |         | 17         | 194        | 112        |
| 1970 | 1.300.000 | 1.325.000 | 98,1     | 160       | 142             | 18              | 8.125                 |         | 20         | 120        | 119        |
| 1976 | 1.543.140 | 1.593.140 | 96,9     | 157       | 130             | 27              | 9.828                 |         | 31         | 235        | 130        |
| 1980 | 1.492.000 | 1.520.000 | 98,2     | 162       | 136             | 26              | 9.209                 | 4       | 29         | 235        | 112        |
| 1998 | 1.768.721 | 1.944.517 | 91,0     | 180       | 139             | 41              | 9.826                 | 18      | 52         | 290        | 130        |
| 1999 | 1.900.730 | 2.120.000 | 89,7     | 186       | 147             | 39              | 10.218                | 19      | 52         | 290        | 130        |
| 2002 | 1.365.439 | 2.127.160 | 64,2     | 191       | 152             | 39              | 7.148                 | 21      | 59         | 290        | 141        |
| 2003 | 942.439   | 1.657.160 | 56,9     | 165       | 126             | 39              | 5.711                 | 21      | 59         | 263        | 113        |
| 2004 | 942.439   | 1.657.160 | 56,9     | 165       | 126             | 39              | 5.711                 | 21      | 59         | 268        | 113        |
| 2006 | 1.132.000 | 1.415.000 | 80,0     | 179       | 137             | 42              | 6.324                 | 26      | 61         | 226        | 111        |
| 2012 | 1.246.000 | 1.489.000 | 83,7     | 181       | 148             | 33              | 6.883                 | 23      | 35         | 229        | 122        |